# Réserve indienne de White Earth
Pour les articles homonymes, voir White Earth.

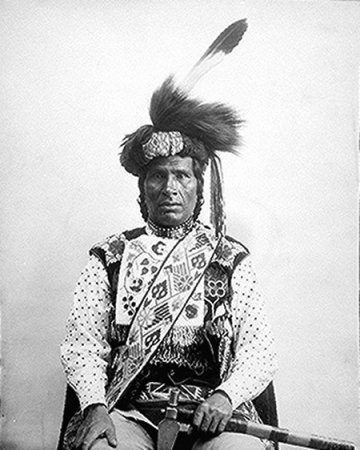
"One Called From A Distance" (Midwewinind)(Midwwinin) de la Réserve indienne de White Earth, vêtue d'un ceinture et d'un gilet perlés, 1894

White Earth est une réserve indienne américaine située dans le Minnesota et regroupant des Ojibwés. Elle s'étend sur les comtés de Becker, Clearwater et Mahnomen.
La réserve de la Terre blanche (Ojibwe : Gaa-waabaabiganikaag, lit. « Là où il y a une abondance d'argile blanche ») abrite la bande de la Terre blanche, située dans le nord-ouest du Minnesota. C'est la plus grande réserve indienne de cet État par sa superficie. La réserve comprend l'ensemble du comté de Mahnomen, ainsi que des parties des comté de Becker et comté de Clearwater dans le nord-ouest de l'État, le long des rivières Wild Rice et White Earth. Il se trouve à environ 362 km de Minneapolis– Saint Paul, et à environ 105 km de Fargo – Moorhead.

## Histoire

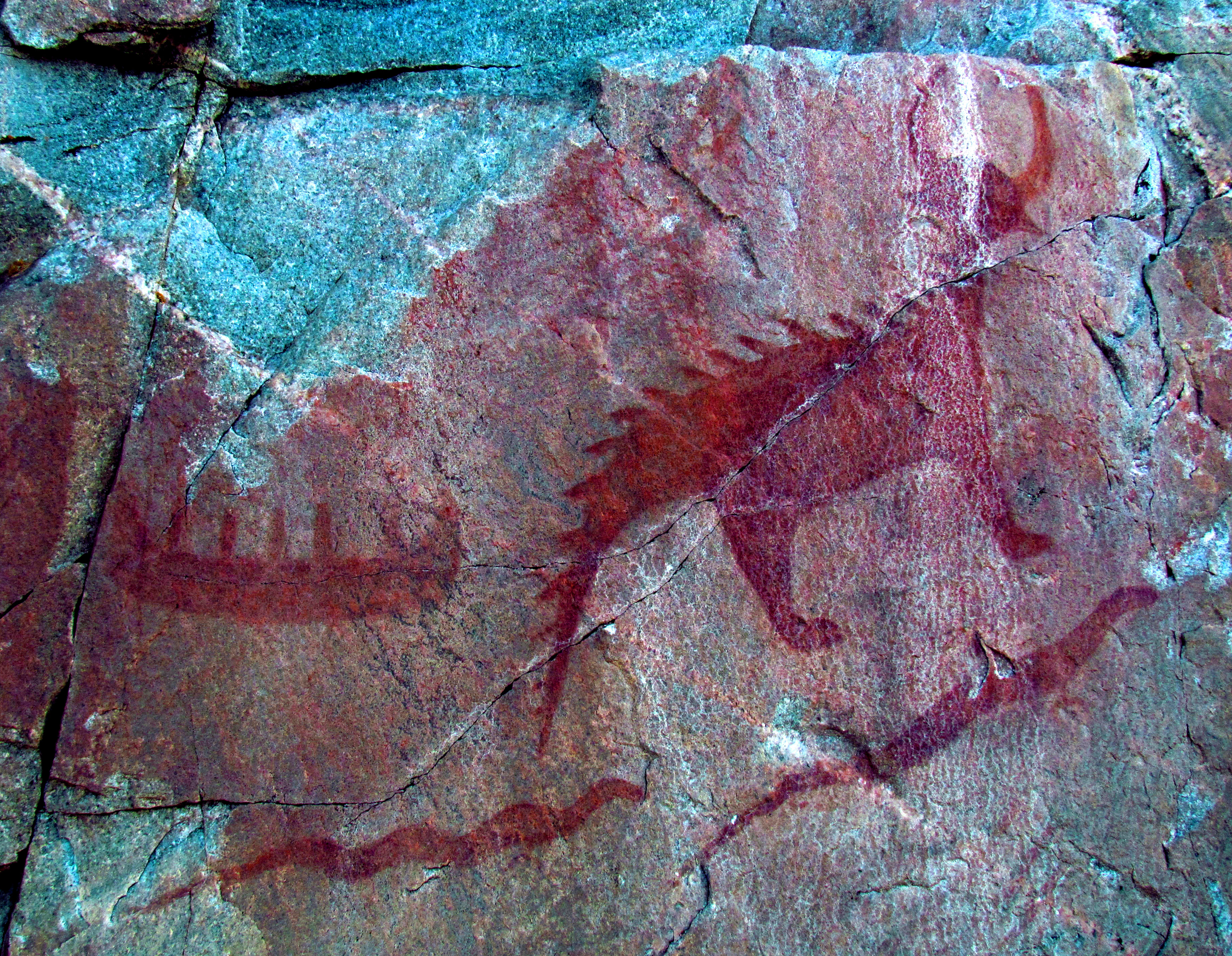
Peinture pariétale ojibwé

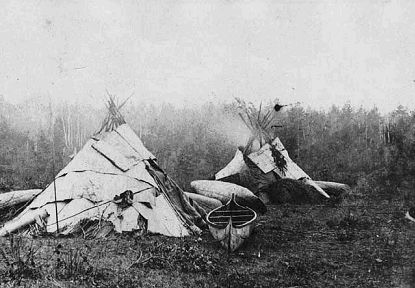
Campement Ojibwé en 1870

Les membres de la communauté préfèrent souvent s'identifier aux Anishinaabe ou aux Ojibwe plutôt qu'aux Chippewa, du mot d'Ojibwe qui a été utilisé par les colons européens pour se référer à eux. La réserve avait une superficie de 2 831 km2 et une population de  9 192 habitants au recensement de 2000. La réserve indienne White Earth est l'une des six bandes qui composent la tribu des Chippewa du Minnesota, leur organe directeur pour les besoins administratifs majeurs. La bande attribue ses propres plaques d'immatriculation aux véhicules.
La réserve de la Terre blanche a été créée le 19 mars 1867, lors de la signature d'un traité à Washington DC. Dix chefs indiens Ojibwés ont rencontré le président Andrew Johnson à la Maison-Blanche pour négocier le traité. Les chefs Wabanquot (nuage blanc), un Chippewa du Gull Lake Mississippi, et Fine Day, des Indiens de Mille Lacs amovibles, ont été parmi les premiers à s’installer avec leurs partisans sur la Terre Blanche en 1868.
La réserve couvrait à l’origine 3 400 km2. Une grande partie des terres de la communauté a été mal vendue ou saisie par des intérêts extérieurs, y compris le gouvernement fédéral américain, à la fin du XIXe siècle et au début du XXe siècle. Selon la loi Dawes Act de 1887, les terres communales devaient être attribuées à des ménages individuels enregistrés en rouleaux tribaux, pour être cultivées en agriculture de subsistance. En vertu de la loi, le reste a été déclaré excédentaire et disponible à la vente à des non-Amérindiens. La loi Nelson de 1889 était une loi corollaire qui permettait de diviser la terre et de la vendre à des non-autochtones. Au cours de la seconde moitié du XXe siècle, le gouvernement fédéral a pris des dispositions pour que des terres appartenant à des États ou à des comtés soient transférées dans la réserve en compensation d'autres biens perdus.
En 1989, Winona LaDuke a créé le White Earth Land Recovery Project (projet de récupération des terres en terres blanches), qui a lentement acquis des terres détenues par des intérêts privés pour rétablir la valeur de la société à but non lucratif 501 (c) (3) à utiliser comme garantie. À cette époque, moins de 10% des terres situées à l'intérieur des limites de la réserve appartenaient à des membres de la tribu.
Le gouvernement de la réserve de la Terre blanche, gère le casino, l’hôtel et le siège des événements Shooting Star dans le  Comté de Mahnomen, au Minnesota. Le complexe de divertissement et de jeu emploie plus de mille employés sur un nouvel emplacement de Bagley, dans le Minnesota.

## Communautés
La réserve de la Terre blanche compte de nombreuses colonies situées à l'intérieur de son périmètre géographique. Beaucoup sont métissés, et la culture se détermine en fonction du fait qu'ils se considèrent ojibwés. Selon la tradition, les Ojibwés étaient organisés en une société patrilinéaire dans laquelle l'héritage et la descendance étaient transmis par les lignes paternelles. Les enfants étaient considérés comme nés dans le clan de leur père et prenaient leur statut social auprès de son peuple. Au fil du temps, de nombreux syndicats se sont formés au sein des communautés Ojibwe et chez les Européens, pour que leurs descendants métis soient reconnues.
Les établissements indiens comprennent principalement le lac Elbow ; Naytahwaush, la plus grande communauté indienne de la réserve ; Pine Point ; Le lac Rice; Twin Lakes ; et White Earth, qui est la deuxième plus grande colonie indienne sur la réserve. Les communautés suivantes sont considérées comme ayant une population majoritairement indienne lorsque leurs résidents métis sont inclus, qu'il s'agisse ou non de membres de tribus inscrits : Waubun, Ogema et Callaway. La plus grande communauté est Mahnomen, dont la population est principalement non indienne.
Colonies minuscules qui sont probablement principalement comprennent Amérindien Mahkonce, ce qui est très rural ; Le canton de Maple Grove ; Pine Bend ; Le lac Roy, une destination touristique et touristique prisée; et la région autour du lac Strawberry, qui est également populaire auprès des vacanciers. En juillet 2007, selon la tribu des Minnesota Chippewa, le nombre total de membres inscrits dans la réserve de la Terre blanche est de 19 291. La plupart des membres vivent hors réserve, en particulier ceux d'ascendance Dakota. Certains vivent à Minneapolis ou dans d'autres villes offrant davantage de perspectives économiques.

## Géographie
La réserve de la Terre blanche est située dans une région où la prairie rencontre la forêt boréale. Environ la moitié de la réserve est recouverte d'une forêt et de lacs, avec des arbres de seconde venue. À la fin du XIXe siècle, une grande partie de la forêt d'origine qui couvrait la réserve a été exploitée par les entreprises de bûcheronnage. La forêt la plus dense se situe entre Callaway et Pine Point, à l'ouest et au nord de Mahkonce. Au nord, la forêt devient moins dense, en particulier autour des régions de Pine Bend et de Rice Lake. 
La réserve de la Terre blanche abrite la forêt domaniale de la Terre blanche, qui s'étend sur 647 497 028 m2. Les terres de la réserve se remettent encore des effets des destructions causées par les compagnies de bois d'oeuvre il y a plus d'un siècle. La réservation est particulièrement belle au printemps, en été et en automne.
De nombreux lacs parsèment les terres de la réserve. Les grands lacs comprennent le lac Bass, Le lac Big Rat, Lac Lower Rice, Many Point Lake, North Twin Lake-South Twin Lake, Le lac Roy, Lac rond, Snider Lake, Lac aux fraises, lac Tulaby et White Earth Lake.
Le projet de récupération des terres de la Terre blanche encourage la propriété des terres de la réserve par les membres de la bande de la Terre blanche, ainsi que des projets de reboisement et de relance de l'industrie du riz sauvage sur les lacs de la réserve. Il vend une marque de réservation de riz sauvage et d'autres produits.

## Démographie

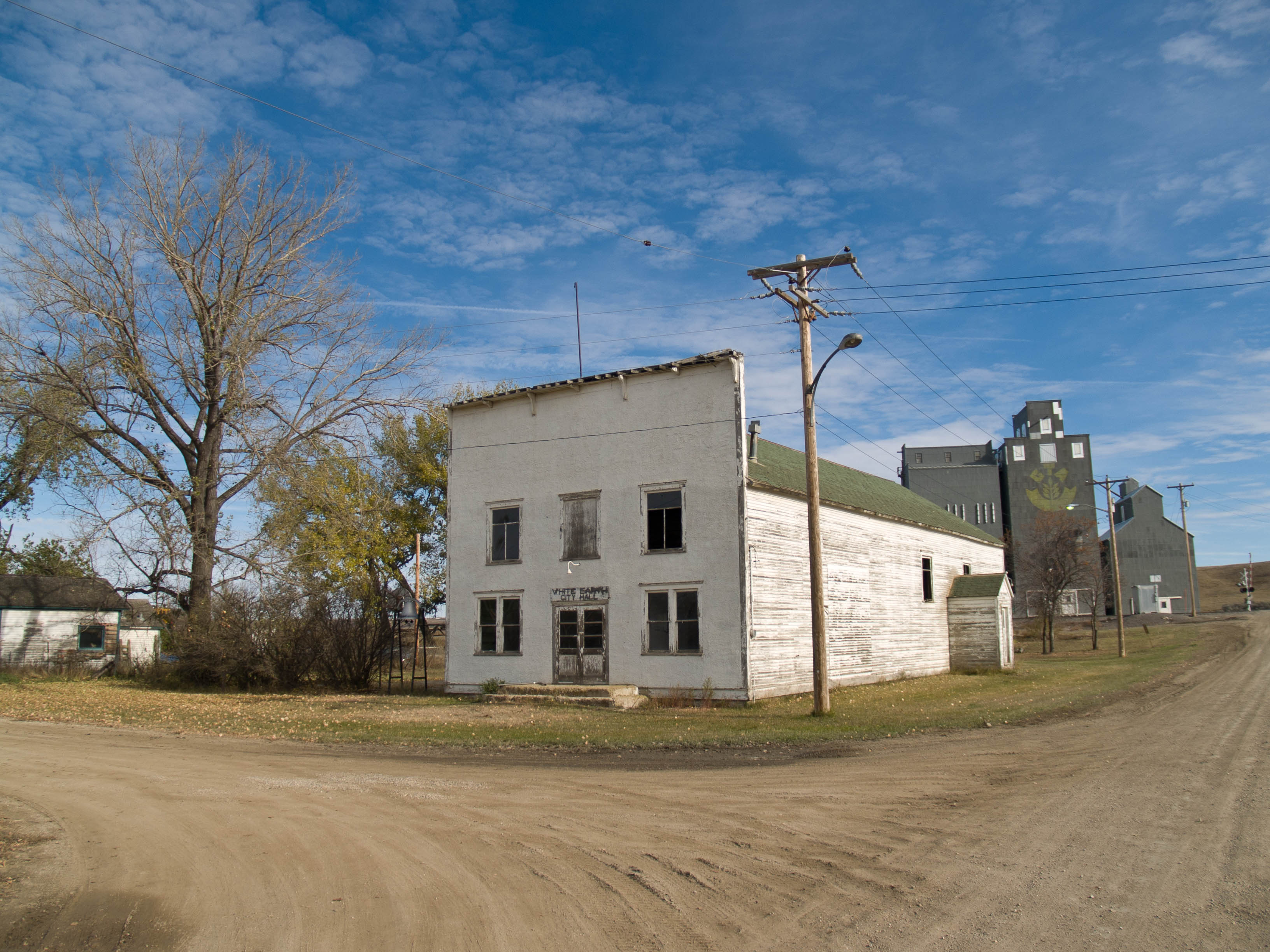
White Earth, Dakota du Nord en 2008

Sa population s'élève en 2016 à 9 817 habitants selon l'American Community Survey.
| Groupe            | White Earth | Minnesota | États-Unis |
| ----------------- | ----------- | --------- | ---------- |
| Blancs            | 46,9        | 85,3      | 72,4       |
| Amérindiens       | 44,4        | 1,1       | 0,9        |
| Métis             | 8,3         | 2,4       | 2,9        |
| Autres            | 0,4         | 11,2      | 23,8       |
| Total             | 100         | 100       | 100        |
|                   |             |           |            |
| Latino-Américains | 2,0         | 4,7       | 16,7       |

Selon l'American Community Survey, pour la période 2011-2015, 94,0 % de la population âgée de plus de 5 ans déclare parler l'anglais à la maison, 3,4 % l'ojibwé, 0,67 % l'espagnol et 1,93 % une autre langue.

## Localités
- Beaulieu
- Bejou
- Callaway
- Elbow Lake
- Mahnomen
- Midway
- Naytahwaush
- Ogema
- Pine Bend
- Pine Point
- Rice Lake
- Roy Lake
- South End
- The Ranch
- Twin Lakes
- Waubun
- West Roy Lake
- White Earth